# Pałac w Chłapowie
Dwór w Chłapowie – pałac znajdujący się we wsi Chłapowo w powiecie średzkim (wielkopolskim).
Dwukondygnacyjny obiekt z wieżą od północy powstał w latach 1864-1868 dla Witolda Potworowskiego (w końcu XIX wieku był rozbudowany). Reprezentuje styl neorenesansowy w wydaniu willi włoskiej, która to koncepcja była bardzo popularna wśród ziemiaństwa wielkopolskiego od lat 30. XIX wieku do końca tego stulecia. Lokalne dobra były początkowo własnością Chłapowskich, potem przeszły w ręce Potworowskich, by w końcu XIX wieku zostać ponownie zakupionymi przez Stefana Chłapowskiego, który w 1927 sprzedał je Stanisławowi Maciejewskiemu. W 1926 majątek miał powierzchnię 644 hektarów.
Pałacowi towarzyszą zabudowania folwarczne: obora, stodoła, spichlerz, gorzelnia (czwarta ćwierć XIX wieku) oraz park krajobrazowy z pierwszej połowy XIX wieku.